# Újléta
Újléta es un pueblo húngaro perteneciente al distrito de Nyíradony, condado de Hajdú-Bihar.

## Superficie
Cuenta con una superficie de 30,42 km².

## Demografía
Hasta 2024 la población era de 1042 habitantes, con una densidad de población de 34,25 hab/km².
| Gráfica de evolución demográfica de Újléta entre 2020 y 2024 |
|                                                              |
| Datos según la Oficina Central de Estadística de Hungría.    |